# Kristen Johnston
Pour les articles homonymes, voir Johnston.
Kristen Johnston est une actrice américaine née le 20 septembre 1967 à Washington, D.C. (États-Unis).

## Biographie
Élevée à Milwaukee, au Wisconsin, elle a passé une bonne partie de sa jeunesse en Suède lors d'un échange étudiant. Elle a obtenu un diplôme B.F.A. en art dramatique à l'Université de New York. Elle est surtout connue pour le rôle de Sally dans Troisième planète après le Soleil. Elle a aussi joué le rôle de Wilma dans le deuxième film de la série Les Pierrafeu.
Johnston a fait son début sur la scène avec la Atlantic Theater Company, fondée par le dramaturge David Mamet. Pendant sa carrière au théâtre, elle a joué dans des pièces comme As You Like It, Girl's Talk, Portrait of a Woman et Rosemary for Rememberance. Elle a aussi joué dans Kim's Sister avec David Strathairn et Jane Adams.
Pour sa performance dans The Lights  au théâtre du centre Lincoln, elle a reçu une nomination pour meilleure actrice dans un second rôle. Cela attira l'attention d'un directeur exécutif de Carsey-Warner. Après de nombreuses auditions, elle parut dans Troisième planète après le soleil de 1996 à 2001 avec John Lithgow, Jane Curtin, French Stewart et Joseph Gordon-Levitt. Pour trois années consécutives, elle reçut une nomination pour un Emmy, gagnant en 1997 et en 1999.
Johnston a commencé sa carrière au cinéma dans The Debt, qui gagna le prix pour meilleur court métrage au festival de Cannes en 1993. En 1995, elle joua le rôle de Kate dans Backfire !. Elle a aussi eu le rôle de célébrité invitée dans les séries de Chicago Hope : La Vie à tout prix, Hearts Afire et The Five Mrs. Buchanans. Elle fut la narratrice dans Microscopic Milton sur le canal Disney. En 1998, elle était la porte-parole pour Clairol et elle parut sur la couverture de l'album No Substance du groupe Bad Religion.
À l'automne de 2005, Johnston s'est jointe à l'équipe d'Urgences sur le réseau NBC.

## Filmographie

### Cinéma
- 1985 : The Orkly Kid
- 1993 : The Debt : Alice Kosnick
- 1995 : Backfire ! : Kate
- 1999 : Austin Powers 2 : L'Espion qui m'a tirée (Austin Powers: The Spy Who Shagged Me) : Ivana Humpalot
- 2000 : Les Pierrafeu à Rock Vegas (The Flintstones in Viva Rock Vegas) : Wilma Slaghoople
- 2002 : Austin Powers dans Goldmember (Austin Powers in Goldmember) : une danseuse à l'appartement d'Austin
- 2003 : Nobody Knows Anything! : Miranda
- 2004 : Duane Incarnate : Fran
- 2007 : Le Come-Back de Marc Lawrence
- 2009 : Meilleures Ennemies de Gary Winick
- 2013 : Trois Colocs et un bébé (L!fe Happens) de Kat Coiro
- 2019 : L'Année des mariages (The Wedding Year) de Robert Luketic

### Télévision

#### Séries télévisées
- 1996-2001 : Troisième planète après le Soleil (3rd Rock from the Sun) : Sally Solomon (en)
- 1997 : Microscopic Milton : la narratrice (version américaine)
- 2004 : Sex and the City : Lexie (saison 6, épisode 18 : Splat!)
- 2005 : Strangers with Candy : Coach Muffy Divers
- 2006 : Urgences : Eve Peyton
- 2009-2010 : Ugly Betty : Helen (saison 4)
- 2011-2015 : The Exes : Holly Brooks (64 épisodes)
- 2014 : Modern Family : Brenda
- 2016 : Not Today Bianca : une agent
- 2017 : Daytime Divas : Anna Crouse (6 épisodes)
- 2018-2021 : Mom : Tammy Diffendorf (57 épisodes)
- 2022 : Our Flag Means Death : La veuve Evelyn Higgins (2 épisodes)

#### Téléfilms
- 1996 : London Suite : Grace Chapman
- 2002 : Stage On Screen: The Women : Sylvia Fowler

## Récompenses et Nominations

### Récompenses
- Emmy Award de la meilleure actrice dans un second rôle dans Troisième planète après le Soleil en 1997 et en 1999.

### Nominations
- Nominations pour un Emmy Award en 1997, 1998 et 1999.
- Nomination pour un prix Drama Desk pour la pièce The Lights.